# Jiří Horák (etnograf)
Jiří Eduard Horák (4. prosince 1884 Benešov – 14. srpna 1975 Martin) byl český slavista, folklorista, literární komparatista, vysokoškolský pedagog, akademik ČSAV a diplomat.

## Biografie

### Mládí a studium
Narodil se 4. prosince 1884 v Benešově u Prahy v rodině právníka Otakara Horáka a Karoliny Horákové. Kmotrem mu byl matčin bratr Eduard Paroubek ze Štědříku. Mezi léty 1902 a 1908 studoval slavistiku a germanistiku na Filozofické fakultě UK, kde navštěvoval mimo jiné přednášky Jana Gebauera, Jana Máchala či svého pozdějšího spolupracovníka Jiřího Polívky.

### Akademická činnost
Po studiích se stal středoškolským profesorem. Vyučoval nejprve na reálce, poté na vinohradském gymnáziu v Praze. V roce 1916 získal na Karlově univerzitě doktorský titul a po skončení první světové války se zde habilitoval v oboru srovnávacích dějin slovanských literatur a lidového podání (1919). V letech 1922–1926 působil jako mimořádný profesor na Filozofické fakultě Masarykovy univerzity v Brně, odkud po odchodu profesora Jana Máchala přešel na uvolněné místo na Karlově univerzitě, kde se stal řádným profesorem (1927–1953). Zde zastával funkci ředitele semináře pro slovanskou filologii, ve 30. letech vykonával nejprve funkci děkana (1932–1933), později proděkana (1933–1934) Filozofické fakulty UK.
Mimo své akademické působení byl také jednatelem (1919) a později předsedou (1939) Státního ústavu pro lidovou píseň, mezi léty 1928–1932 zastával funkci předsedy Národopisné společnosti českoslovanské. Na prvním mezinárodním sjezdu slovanských filologů (1929) se podílel jako jeho generální sekretář. Když byla roku 1928 při České akademii věd a umění ustavena Fonografická komise v čele s prof. Josefem Chlumským, stal se jejím členem spolu s prof. Josefem Zubatým (hlavním propagátorem myšlenky vytvořit archiv nahrávek českých nářečí na gramofonových deskách).
Akademická činnost Jiřího Horáka byla přerušena nejprve zavřením vysokých škol během nacistické okupace (v letech 1944–1945 byl pro odbojovou činnost vězněn ve věznici Na Pankráci), po konci druhé světové války pak jeho diplomatickým působením na ambasádě v Moskvě.

### Diplomatická činnost
V letech 1945–1948 působil jako československý diplomat v SSSR. Zastával zde pozici velvyslance. V této pozici se zasadil o repatriaci československých občanů a volyňských Čechů, jako arbitr se také podílel na řešení československo–polského sporu o území Kladska a Těšínska. Po únorovém převzetí moci komunisty byl však v květnu 1948 z pozice velvyslance odvolán.

### Působení v Československé akademii věd
Po návratu z Moskvy se opět věnoval akademické činnosti. Na Filozofické fakultě UK vedl přednášku z dějin slovanské lidové slovesnosti a seminář zaměřený na srovnávací studium slovanské lidové pohádky.
Na počátku 50. let byl krátce penzionován, nicméně v roce 1952 se stal vedoucím pracovníkem Kabinetu pro lidovou píseň ČSAV. Po sloučení s Kabinetem pro národopis od roku 1954 zastával funkci vedoucího folkloristického oddělení nově vzniklého Ústavu pro etnografii a folkloristiku, mezi léty 1956–1963 pak působil jako ředitel tohoto ústavu. I po složení ředitelské funkce až do roku 1971 působil v ústavu jako vedoucí vědecký pracovník, a to až do roku 1971, kdy definitivně odešel do penze. Od roku 1956 byl řádným členem (akademikem) ČSAV.
Jiří Horák zemřel ve věku 90 let ve slovenském Martině.

### Osobní život
Jeho manželkou byla Anna Gašparíková-Horáková, která pracovala jako archivářka a knihovnice u prezidenta Tomáše Garrigue Masaryka. Jeho synovec byl PhDr. Jiří Horák (1916–2001), historický geograf a dlouholetý vědecký pracovník Akademie věd v Praze.
Manželé Horákovi žili od svatby ve vile v ulici Na Ořechovce, v Praze-Střešovicích.

## Ocenění
- V roce 1964 mu byl udělen Řád práce  [2][8]
- Život a dílo manželů Horákových přibližuje Múzeum kultúry Čechov na Slovensku v Martině, rodišti PhDr. Anny Horákové-Gašparíkové.
- Po Jiřím Horákovi jsou pojmenovány dvě ulice, první v jeho rodném Benešově u Prahy, druhá v Praze 5-Stodůlkách.

## Výběr z díla
Jiří Horák během svého života publikoval přes 200 studií, článků, recenzí, statí či monografií, a to jak v domácích, tak zahraničních periodikách.
- Lidové povídky slovanské I. (1929) a II. (1939)
- Národopis českoslovanský. In: Čs. vlastivěda 2. Člověk. (1933)
- Český Honza (1940)
- České pohádky (1945)
- Humor, vtip a satira v české lidové písni (1947)
- Z dějin literatur slovanských. Stati a rozpravy (1948)
- České legendy (1950)
- Slovenské ľudové balady (1956, 1958)
- Zbojnícke piesne slovenského ľudu (1965)
- Pohádky a písně Lužických Srbů (1959)